# 野榆钱滨藜
野榆钱滨藜（学名：Atriplex aucheri）或稱野榆钱菠菜，为苋科滨藜属的植物。分布于土库曼、哈萨克斯坦、伊朗以及中国大陆的新疆等地，生长于海拔700米至1,900米的地区，一般生长在荒漠、戈壁或干旱山沟，目前尚未由人工引种栽培。

## 异名
- Atriplex nitens Schkuhr.